# Henri De Wolf
Henri De Wolf (Deinze, 17 agosto 1936 – 12 gennaio 2023) è stato un ciclista su strada e dirigente sportivo belga. Professionista dal 1959 al 1969, era adatto alle corse in linea e fu capace di ben figurare sia nelle classiche del pavé che in quelle delle Ardenne. Vinse una Freccia Vallone e una tappa alla Vuelta a España.

## Carriera
Il più grande successo nella carriera di Henri De Wolf arrivò nel 1958, quando vinse la medaglia di bronzo nella gara amatoriale mass start ai Campionati del Mondo su strada di Reims. In questa competizione, fu battuto solo da Gustav-Adolf Schur della Germania dell'Est e da un altro belga, Valère Paulissen. Tuttavia, è stata l'unica medaglia vinta da De Wolf in un evento internazionale di questo livello. 
Inoltre, vinse il Tour de la province de Namur nel 1957, La Freccia Vallone nel 1962 e la Parigi-Valenciennes e la Druivenkoers Overijse nel 1963, tra gli altri. Ha partecipato al Tour de France quattro volte, il suo miglior risultato è arrivato nel 1963, quando si è classificato 33° nella classifica generale. Nel 1967 partecipò anche al Giro d'Italia, ma fu costretto al ritiro da una caduta.

## Dopo il ritiro
Dopo essersi ritirato, De Wolf rimase nel mondo del ciclismo; fu allenatore, tra gli altri di Roger Pingeon e di Lucien Van Impe. Fu inoltre direttore sportivo delle squadre Molteni e Fiat France, dove seguì Eddy Merckx in diverse sue imprese.

## Palmarès
- 1957 (Dilettanti, tre vittorie)

2ª tappa Tour de la Province de Namur (Meux > Saint Gérard)
4ª tappa Tour de la Province de Namur (Saint Gérard > Les Isnes)
Classifica generale Tour de la Province de Namur
- 1958 (Dilettanti, quattro vittorie)

Manx International
Grote prijs Laken
3ª tappa Tour du Limbourg Amateurs (Bilzen > Lutlommel)
Classifica generale Tour du Limbourg Amateurs
- 1959 (Dilettanti, una vittoria)

10ª tappa Corsa della Pace (Zlín > Ostrava)
- 1961 (Alcyon, tre vittorie)

Omloop van de Grensstreek
7ª tappa Critérium du Dauphiné Libére
4ª tappa, 2ª semitappa Tour du Champagne (Romilly > Épernay)
- 1962 (Gitane/Liberia, una vittoria)

Freccia Vallone
1ª tappa, 1ª semitappa Giro del Belgio (Bruxelles > Namur)
- 1963 (Solo, tre vittorie)

Druivenkoers - Overijse
Parigi-Valenciennes (Valida come prima tappa della Quatre jours de Dunkerque)
1ª tappa Quatre jours de Dunkerque (Parigi > Valenciennes)
- 1964 (Solo, una vittoria)

10ª tappa Vuelta a España (San Sebastián > Bilbao)
5ª tappa Tour du Sud-Est

### Altri successi
- 1959 (Groene Leeuw, due vittorie)

Criterium di Baasrode
Criterium di Zulte
Kermesse di Houthulst
- 1960 (Helyett, una vittoria)

Criterium di Assebroek
- 1961 (Alcyon, una vittoria)

Kermesse di Sint-Andries
- 1962 (Gitane/Liberia, una vittoria)

Kermesse di Petegem-aan-de-Leie
- 1963 (Solo, una vittoria)

Kermesse di Huldenerg
- 1962 (Solo, due vittorie)

Kermesse di Melle
Kermesse di Petegem-aan-de-Leie
- 1963 (Solo, una vittoria)

Criterium di Zingem
- 1969 (Willem II, una vittoria)

Grand Prix Belsele - Puivelde (Kermesse)

## Piazzamenti

### Grandi Giri
- Tour de France

1963: 33º
1964: ritirato (15ª tappa)
1965: 60º
1966: 76º
- Vuelta a España

1964: 14º
1965: 46º
1969: 62º

### Classiche monumento
- Milano-Sanremo

1961: 95º
1967: 54º
- Giro delle Fiandre

1960: 5º
1961: 11º
1962: 13º
1967: 57º
- Parigi-Roubaix

1960: 5º
1961: 38º
1962: 35º
1963: 19º
1964: 51º
- Liegi-Bastogne-Liegi

1960: 8º
1961: 16º
1962: 12º
1963: 15º

### Competizioni mondiali
- Campionati del mondo

Reims 1958 - In linea dilettanti: 3º